# Johan Johanson i Tväråselet
Johan Johanson, Johanson i Tväråselet, född 25 november 1870 i Älvsby socken, död där 26 augusti 1949, var en svensk hemmansägare och politiker (bondeförbundet). 
Johan Johansson var ledamot av riksdagens första kammare 1921 för Jordbrukarnas fria grupp och ledamot av andra kammaren 1933-1940 för Bondeförbundet, i båda fallen invald i Norrbottens läns valkrets. 

## Fotnoter
1. 1 2 3 4 5 6 7 8 9  Tvåkammar-riksdagen 1867–1970, vol. 5, 1985, s. 422, Svenskt porträttarkiv: sj9PGLAlnmUAAAAAABfROw, läst: 2 maj 2020.[källa från Wikidata]
2. ↑  Sveriges Dödbok 1901–2009, DVD-ROM, Version 5.00, Sveriges Släktforskarförbund (2010).